# Jaśminowiec Lemoine'a
Jaśminowiec Lemoine'a (Philadelphus × lemoinei) – mieszaniec jaśminowca wonnego Philadelphus coronarius i P. microphyllus otrzymany w 1892 w szkółkach ogrodnika Lemoine’a. Ma liście jajowate, długości ok. 1,5 cm. Białe kwiaty są pojedyncze lub zebrane po dwa, kwitną w czerwcu–lipcu.
W wyniku selekcji uzyskano liczne odmiany:
- 'Avalanche' – do 2 m wysokości, kwiaty pojedyncze, mlecznobiałe, kwitnienie na początku lipca[3],
- 'Dame Blanche' – wysokość do 1,5 m, kwiaty półpełne, mlecznobiałe, silnie pachnące, kwitnienie w czerwcu[3],
- 'Erectus' – do 2 m wysokości, kwiaty pojedyncze, czystobiałe, mocno pachnące, średnica 3 cm, kwitnienie w czerwcu[3],
- 'Manteau d’Hermine' – wysokość do 1 m, pokrój zwarty, pełne śnieżnobiałe kwiaty, słabo pachnące, kwitnienie w czerwcu[3],
- 'Mont Blanc' – pędy wyprostowane, pojedyncze białe kwiaty, średnicy 3 cm, wyjątkowo silnie pachnące[3].